# محرك دنيا
محرك دنيا (بالإنجليزية: Dunia Engine)‏ هو محرك لألعاب الفيديو تم تصميمه بواسطة أحد موظفي شركة كرايتيك «كرمان أبوبكر». الاسم والذي يعني «العالم» بعدة لغات تتضمن العربية، الإندونيسية، البنغالية، الهندية، الملايو، الفارسية، البنجابية، الأردوية، السواحلية والتركية.
المحرك مستند على النسخة الأولى من كراي إنجن ولكن تم تعديله بشكل كبير من قبل يوبي سوفت مونتريال للعبة فار كراي 2.

## معلومات تقنية
مميزات محرك دنيا:
1. . مناخ ديناميكي
2. . انتشار للنيران بشكل ديناميكي تحت تأثير المناخ
3. . نيران واقعية
4. . خواص فيزيائية مثل تحريك الأشياء حتى الجثث
5. . دورات كاملة للنهار والليل
6. . نظام موسيقي ديناميكي
7. . دعم لخرائط كبيرة بدون التقيد بمستويات
8. . ذكاء اصطناعي غير مبرمج
9. . نظام إضاءة واقعي غير الإضاءة المباشرة